# Ћерт
Ћерт („на ћерт“) је народни назив за угаону везу дрвених талпи или греда, а реч се користи на скоро читавом српском говорном подручју.
Прави се тако што се греде усеку одозго и одоздо за по четвртину висине, па се онда сложе једна на другу. Код ове везе нема потребе за посебним спојним средствима (попут ексера), а веза је веома добра и крута.